# Словени у Малој Азији
Словени у Малој Азији били су историјска заједница Јужних Словена које је Византија преселила са простора Балкана у Малу Азију. Послије Маврикијевих балканских похода (582—602) и током покоравања Словена на Балкану у 7. и 8. вијеку, велике заједнице су насилно пресељена у Малу Азију као војне јединице против Омејадског калифата.

## Историја

### 7. вијек
Најранији доказ о досељавању Словена са Балкана може бити печат из 650. године. Византинтија је позвала скупине словенских досељеника у Византију 658. и 688/689. године. Византијски цар Констанс II (641—668) населио је заробљене Словене у Малу Азију, а 5000 њих се придружило Абду ел Рахману ибн Халиду 664—665. године.
У Витинији је постојао град Гордосервон, који се помиње 680—681, чије име је вјероватно почиње од Срба које је Констанс II преселио са подручје „око ријеке Вардар” средином 7. вијека (око 649. или 667).
Цар Јустинијан II (685—695) такође је населио чак 30.000 Словена из Тракије у Малу Азију, у покушају да појача војну снагу. Међутим, већина њих, са својим вођом Небулом, пребјегло је на страну Арапа у бици код Севастопоља 692. године.

### 8. вијек
Бугарска инвазија на сјеверну Грчку подстакла је Византију да пресели велики број Словена 758. за вријеме цара Константина V, а поново 783. из страха да ће стати на страну Бугара током инвазије.
Ширење Бугара изазвало је масовне сеобе Словена, а 762. више од 200.000 људи је побјегло на територију Византије и пресељено у Малу Азију.
Најистакнутији међу малоазијским Словенима био је србин Тома Словен, војни заповједник који је подигао већи дио царства у неуспјешној побуни против Михаила II Аморијца почетком двадесетих година 9. вијека. Иако га хроничар Јосиф Генесије из 10. вијека назива „Тома са језера Гузуру, јерменске расе” већина саврмених научника подржава његово словенског поријекло и вјерује да је његово родно мјесто било у близини Газиура на Понту.
До средине 9. вијека део малоазијских Словена су интегрисани у бугарску народност.

### 10. вијек
Словени из теме Опсикија (Sklabesianoi) постојали су као посебна скупина у 10. вијеку, служећи као морнари у византијској морнарици.

### 12. вијек
Срби су устали против Византије 1127—1129, вјероватно уз подршку Угара. Послије византијске побједе дио српског становништва је протјеран у Малу Азију.